# Ceuthophilus hubbelli
Ceuthophilus hubbelli är en insektsart som beskrevs av Morgan Hebard 1939. Ceuthophilus hubbelli ingår i släktet Ceuthophilus och familjen grottvårtbitare. Inga underarter finns listade i Catalogue of Life.